# Tyrka
Tyrka (też: Tyra) – potok w Beskidzie Morawsko-Śląskim w Paśmie Ropicy, lewobrzeżny dopływ Olzy. Na całej długości (13 km) znajduje się na terenie Czech. Źródła na wysokości 835 m n.p.m. na północnych stokach Kałużnego. Powierzchnia dorzecza 31 km². Przepływa przez Tyrę, Oldrzychowice, w pobliżu huty w Trzyńcu wpływa do Olzy.